# Канарска палма
Канарска палма или канарка (лат. Phoenix canariensis) биљка из породице палми (Arecaceae). Име рода је древна реч, коју помиње још Теофраст, а указује на то да су старе Грке са овим биљкама упознали Феничани. Име саме врсте указује на њено порекло - Канарска острва. Позната је под локалним именима феникс палма, канарска палма, канарска датула.

## Распрострањеност
Phoenix canariensis потиче са Канарских острва где је ендемска врста, али је захваљујући узгоју проширена у топлим подручјима широм света.
Одлични примерци могу се наћи од Лондона до Сиднеја, од Хонолулуа и Пакистану до Дурбана... Најбоље успева у медитеранској клими, каква је на Јадрану, али се изузетни примерци могу наћи чак и у хладнијим приморским климатским условима, какви су у Северној Ирској, Тасманији, или Сан Франциску.

## Изглед
Phoenix canariensis је палма која може порасти у дрво висине 12 ређе и до 15 метара. Неразгранато дебло достиже пречник и до 100 cm. Расте доста брзо и у 15-ој години за један вегетациони период може да образује и до 20 листова. Дебло прекривено лисним ожиљцима. Круна је образована од листова скупљених на врху дебла.
Листови су сјајно зелени, перасто сложени, дуги 5-7 м, надоле повијени (нарочито старији, ободни листови). Лисна дршка са чврстим оштрим бодљама, нарочито у доњем делу. Лисни сегменти су на врху зашиљени. Могу бити дуги до 50 cm и широки до 4 cm, бројни, у доњем делу по 2-3 заједно, уперени у разним правцима. Животни век сваког листа је 3 године. Цвета од фебруара до маја.
Phoenix canariensis је дводома биљка. Цветови су скупљени у клипове дуге 1 м и више. Плод је лоптаста до јајаста коштуница, дуга 2-2,5 cm, жућкасте до црвенкасте боје. Садржи једно семе. Дозрева крајем јесени друге године. Плодови су јестиви, али неиздашни и слабог укуса, па се ретко користе.
Размножава се семеном али се у тропским крајевима размножава и вегетативно, кореновим избојцима, чиме се чувају особине појединих јединки.
- Дебло са лисним ожиљцима
- Цвасти
- Крошња са плодовима
- Зрели плодови

## Станиште
Тражи отворене, пуном сунцу изложене положаје. Отпорна је на ниске температуре до -10 °C. Највише јој одговара плодно тло, али није пробирач и може успешно расти и на било ком другом земљишту, боље од било које друге врсте палми, што је чини најчешће гајеном украсном врстом палми на свету. Иако најбоље расте на пуном сунцу, на растреситом иловастом тлу, може толерисати и потпуно различите услове, укључујући дебелу хладовину и широк спектар типова земљишта укључујући пескове и тешка глиновита. Phoenix canariensis има јединствену способност да толерише како велику сушу, тако и поплаве.

## Болести
Међу најопасније штетнике који нападају ову палму убрајају се црвени палмин сурлаш (Rhynchophorus ferrugineus) и палмин дрвоточац (Paysandisia archon). Ове две врсте инсеката проузрокују постепено пропадање биљке домаћина, што доводи до њеног потпуног угинућа.

### Црвени палмин сурлаш
Једна од најопаснијих болести која последњих деценија напада палме је црвени палмин сурлаш (Rhynchophorus ferrugineus), врста инсекта из породице сурлаша (Curculionidae), такође познат и као азијски палмин жижак. Ларве црвеног палминог сурлаша у деблу палме могу да копају рупе дугачке и до 1 м, што доводи до слабљења биљке домаћина и на крају до њеног угинућа. Због тога се овај инсект сматра главном штеточином у плантажама палми. Први пут је примећен на кокосовим палмама у Југоисточној Азији, a своје упориште нашао је на урминој палми у више земаља Блиског истока, одакле се проширио на Африку и Европу. Преношење заразе потпомогнуто је уношењем инфицираног садног материјала из заражених у незаражена подручја.
У области Медитерана црвени палмин сурлаш наноси озбиљне штете феникс палмама (Phoenix canariensis). Зараза је пријављена у око 15% свих земаља произвођача кокоса у свети и у скоро 50% земаља у којима се узгаја урмина палма.
Први знаци напада карактеристични су, али их је тешко уочити. Појављују се деформисани листови који изгледају као су на појединим местима засечени маказама. Касније су видљиви суви листови, рупе у основи листа и „пиљевина”. Надаље се суше сви листови и крошња поприма изглед „кишобрана”. На крају биљка остаје потпуно без листова и долази до угинућа.
Више о овој теми прочитајте у оригиналном тексту Црвени палмин сурлаш.

### Палмин дрвоточац
Када палмин дрвоточац нападне палму, уколико се не предузму правовремене мере заштите, може је у потпуности уништити за 2–4 године. Симптоми напада су следећи: присутност пиљевине на круни или деблу, перфорирани или изгрижени листови, постојање дугачких канала унутар дебла, присуство напуштених чаура ларви на деблу, деформисано и накошено дебло, сушење средишњих листова. Присутност лептира палмина дрвоточа такођер може бити индикација присутности штетника.

## Употреба у озелењавању
Phoenix canariensis вероватно је најчешће коришћена врста палме у озелењавању. Сади се појединачно или у групама, а дуж целог Медитерана могу се видети изузетно атрактивни дрвореди формирани управо од ове врсте. Велика отпорност према условима средине чини канарску палму идеалном за садњу у урбаним зонама, у којима је земљиште тешко и збијено. Узгаја се и као собна биљка и веома је цењена за унутрашњу декорацију.

## Занимљивости
Мифсуд (1995) је описао несвакидашњу употребу листова Phoenix canariensis на Малти, где рибари привлаче делфине и рибе пилоте тако што стављају неколико палминих листова да плутају на морској површини у близини њихових мрежа. Ове врсте риба познате су по томе да се окупљају испод пловних објеката и тако представљају лак плен испод палминог лишћа.